# Ayuno de Godolías
El Ayuno de Godolías (en hebreo צוֹם גְּדָלִיָּה; tsom guedaliá) es un ayuno ritual judío, que se celebra el tercer día del mes de Tishrei, inmediatamente después de la fiesta de Año Nuevo judío, Rosh Hashaná. Llamado en la Biblia “el ayuno del séptimo mes” (Zacarias 8:19), fue instituido al regreso del exilio de Babilonia (aproximadamente, siglo V a. C.) para conmemorar el asesinato del gobernador de Judea, Godolías hijo de Ajicam, a manos de un sicario judío, Ismael hijo de Netaniá.
Es considerado un ayuno menor, de sol a sol, excluyendo las horas nocturnas. Si cae en sábado, se traslada al domingo siguiente, ya que —según los preceptos del judaísmo— en Shabat no se ayuna ni se conmemora duelo. El único día de ayuno ritual hebreo que no se corre aún si cayera un sábado, es Yom Kipur, ya que no es día de duelo sino de expiación.
- Datos: Q219097